# ミナミゾウアザラシ
ミナミゾウアザラシ（南象海豹、Mirounga leonina）は、食肉目鰭脚類アザラシ科ゾウアザラシ属に属するアザラシである。

## 生態・形態・分布

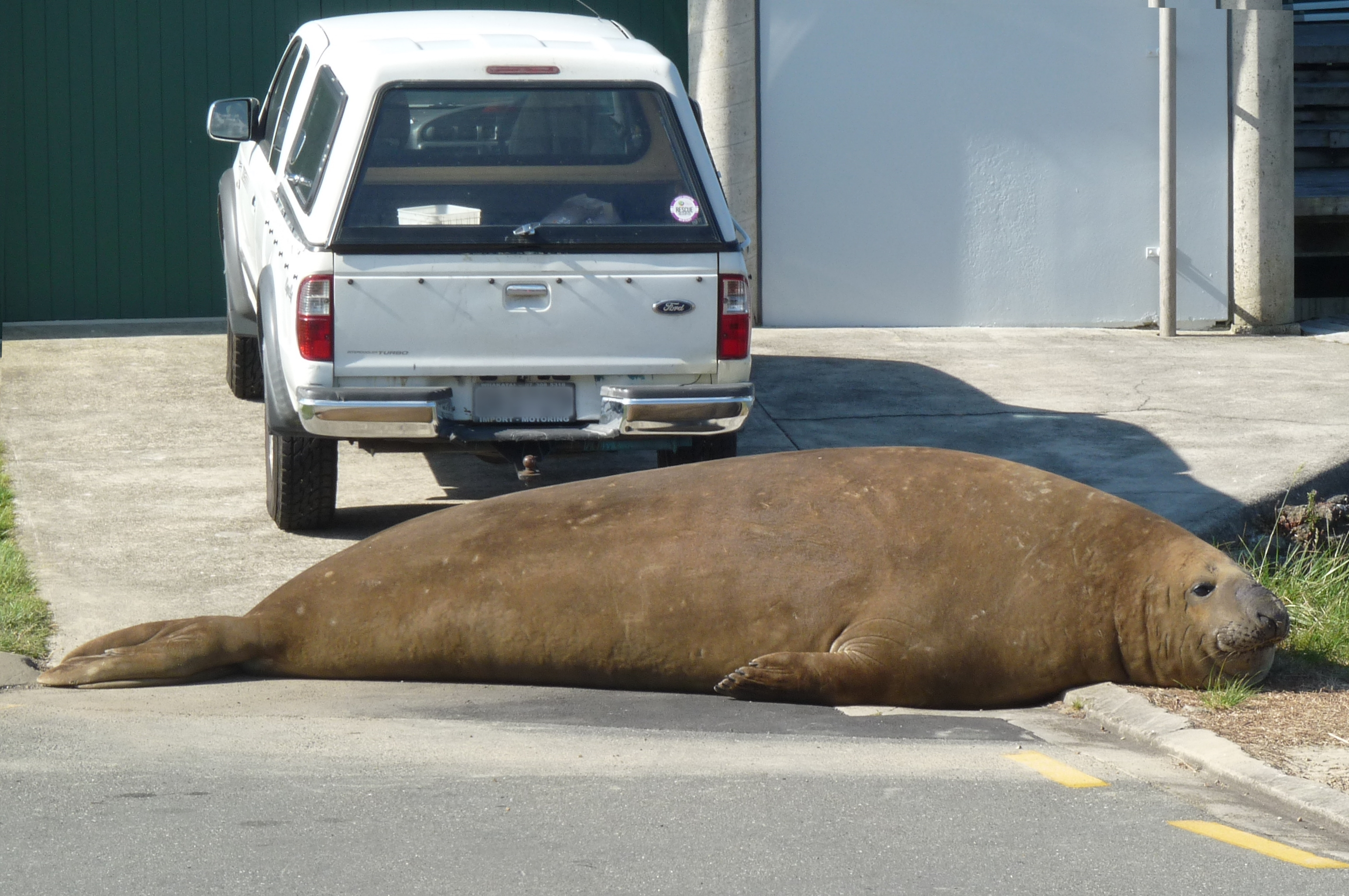
ニュージーランド（ファカタネ）の道路でくつろぐ未成熟の個体

ミナミゾウアザラシはアシカ亜目の中では身体が最も大きい種である。キタゾウアザラシよりも大型であるが、ゾウアザラシの特徴である象鼻はキタゾウアザラシの方が大きい。
性的二形が顕著であり、雌雄間の体の大きさの差異は非常に大きい。オスは通常は体長4.2～5.8m、体重1,500～3,700kgに達し、最大では体長6.85m、体重は5tに達することがある。一方でメスは体長2.5～3.6m、体重350～900kg程度である。ハーレムを形成する一夫多妻制である。強い雄は、一繁殖期で40頭もの雌を妊娠させることができる。
ミナミゾウアザラシは亜南極圏に生息し、夏は繁殖のために陸上で過ごすが、冬は海洋で過ごす。以前はタスマニア周辺で数多くのミナミゾウアザラシが見られたが、商業的なアザラシ漁によって個体数が減少し、今では年に数回見られる程度である。ニュージーランドや南アフリカの沖でしばしば見られる。
繁殖地は亜南極圏の島々である。中でもサウスジョージア・サウスサンドウィッチ諸島が最も大きな繁殖地であり、全ミナミゾウアザラシの半数はそこで繁殖する。他の主な棲息地はオーストラリア（マッコーリー島・約8万頭、ハード島）、アルゼンチン（バルデス半島）、フランス（ケルゲレン諸島）などである。
ミナミゾウアザラシは深海で餌を捕る。深さ1,700mまで潜水することが可能である。120分もの間潜水したという記録がある。主にイカなどの頭足類やサメを含む大きな魚を食べる。海洋ではほとんどの時間を海中で過ごす。息継ぎのために数分間、海面から顔を出す必要がある。
天敵は、主にホホジロザメやシャチであるが、捕食されるのは子どもや若い個体が多い。成獣はその巨大さゆえ、襲われることは少ない。

## 保全状況評価
LOWER RISK - Least Concern (IUCN Red List Ver. 2.3 (1994))
- ワシントン条約附属書II

## 人間との関係

### 保護
19世紀にはアザラシ漁により絶滅の危機に瀕したが、現在の生息数は約60万頭である。現時点では生息数は減少傾向である。その原因は明らかではないが、アザラシ漁の禁止によってミナミゾウアザラシが保護されるようになり、急激に増加してしまい、種としての適正個体数を大きく超えてしまったためという可能性もある。
最も重要な繁殖地は、UNESCO（ユネスコ）の世界遺産などにより、国際的にあるいは各国の法律により、その大部分が保護されている。

### 展示

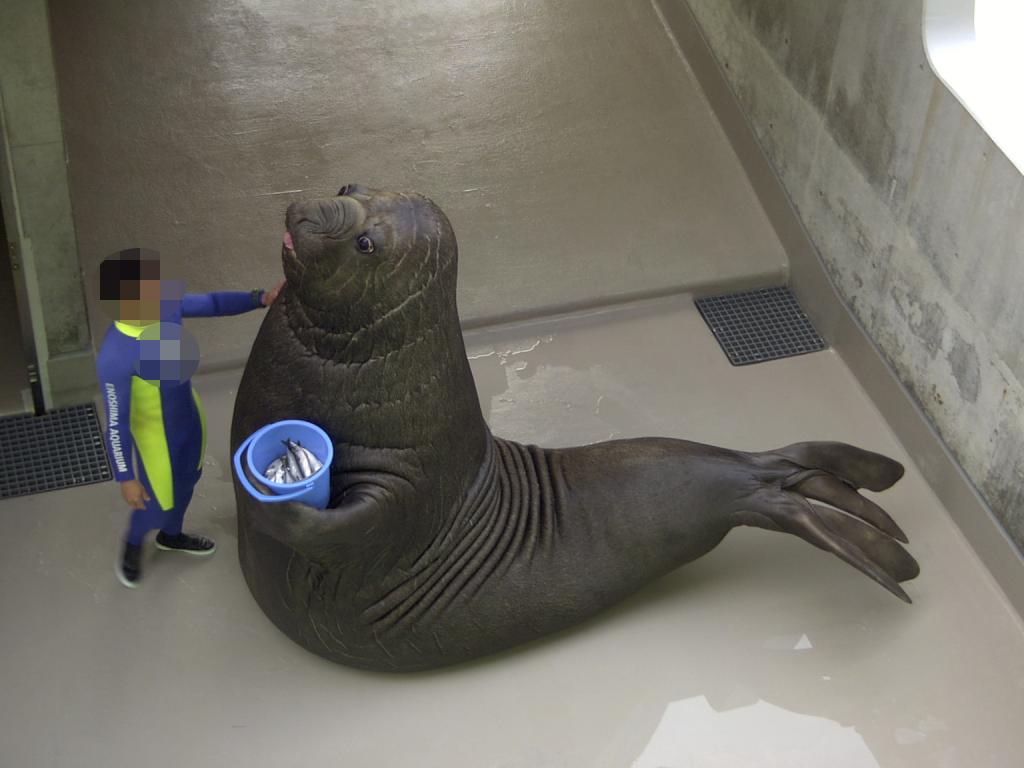
みなぞう（美男象）

日本では1958年（昭和33年）4月11日に上野動物園で雄雌1ペアの飼育が始まったとされる記録がある。　1964年（昭和39年）4月20日にサウスジョージア島の捕鯨基地を利用していた日本水産がペンギン40羽とミナミゾウアザラシの幼獣4頭を載せた冷凍船が晴海埠頭へ到着。この内雄と雌「マル」の2頭が上野動物園へ寄贈され、旧爬虫類室に冷房を付けた仮舎で飼育された。この2頭はサウスジョージア島で捕獲された幼獣で雄は到着後まもなく死亡したが、翌年1965年（昭和40年）5月8日に再び日本水産から雄「ゴロー」が寄贈され、雌は「マル」との間に4頭の子供を儲けた（子供は4頭とも生育しなかった）。マルは1979年（昭和52年）10月5日に急性肺炎で死亡するまで15年間上野で飼育された。　日本水産が連れ帰ったミナミゾウアザラシ4頭のうち、残る2頭は江の島水族館（現・新江ノ島水族館）に寄贈され、1964年（昭和39年）4月20日からミナミゾウアザラシの雄の「大吉」と雌の「お宮」が飼育されていた。大吉は1977年（昭和52年）12月12日、お宮は1979年（昭和54年）に死亡。大吉は飼育時の体長4.61m、全長5.41m、体重3tで、飼育下では世界最大の個体であった。大吉とお宮の2頭は剥製になって、江の島水族館の3号館「海の水族館」に展示されていた（リニューアル後は旧江の島水族館1号館をリニューアルして作られた湘南カゾック内で展示）。大吉に梯子をかけて飼育係が餌を与える写真は、幾つかの動物図鑑のミナミゾウアザラシの図版として使われた。また、1995年3月11日より雄のミナミゾウアザラシであるみなぞう（美男象）が飼育され、餌を入れた青いバケツを手に持つ姿や、「アッカンベー」や「海苔巻」などの芸で人気を博す。日本で一番大きかった個体「みなぞう」は2005年10月4日まで生存した。
また、二見シーパラダイス（現・伊勢夫婦岩ふれあい水族館シーパラダイス）において、1989年1月から2013年4月までの24年3か月間、雌のミナミゾウアザラシ「丸子」が展示飼育されていた。この「丸子」は水族館での飼育期間がミナミゾウアザラシでは世界最長記録となった。
2013年現在、日本で展示する施設は無い。

## ギャラリー

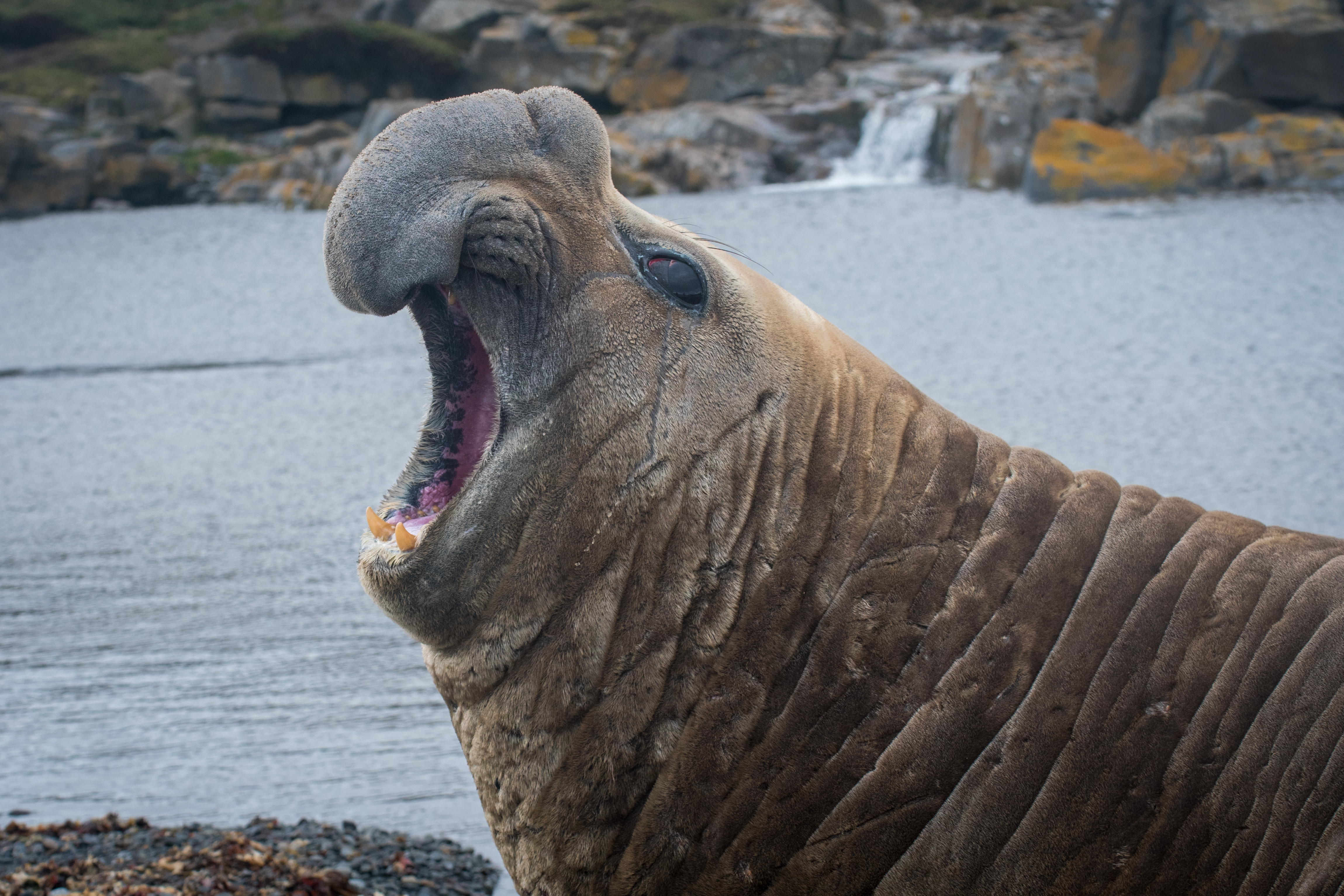
成熟雄の頭部
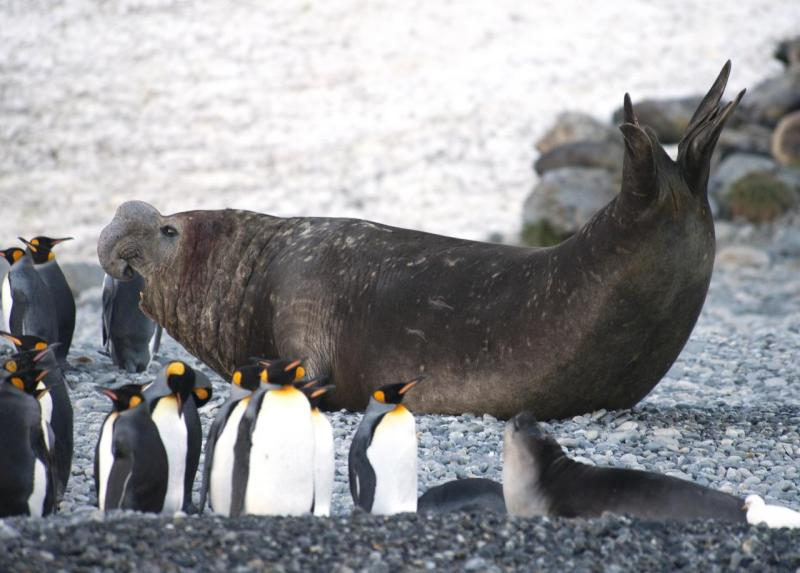
雄・雌・幼獣の比較
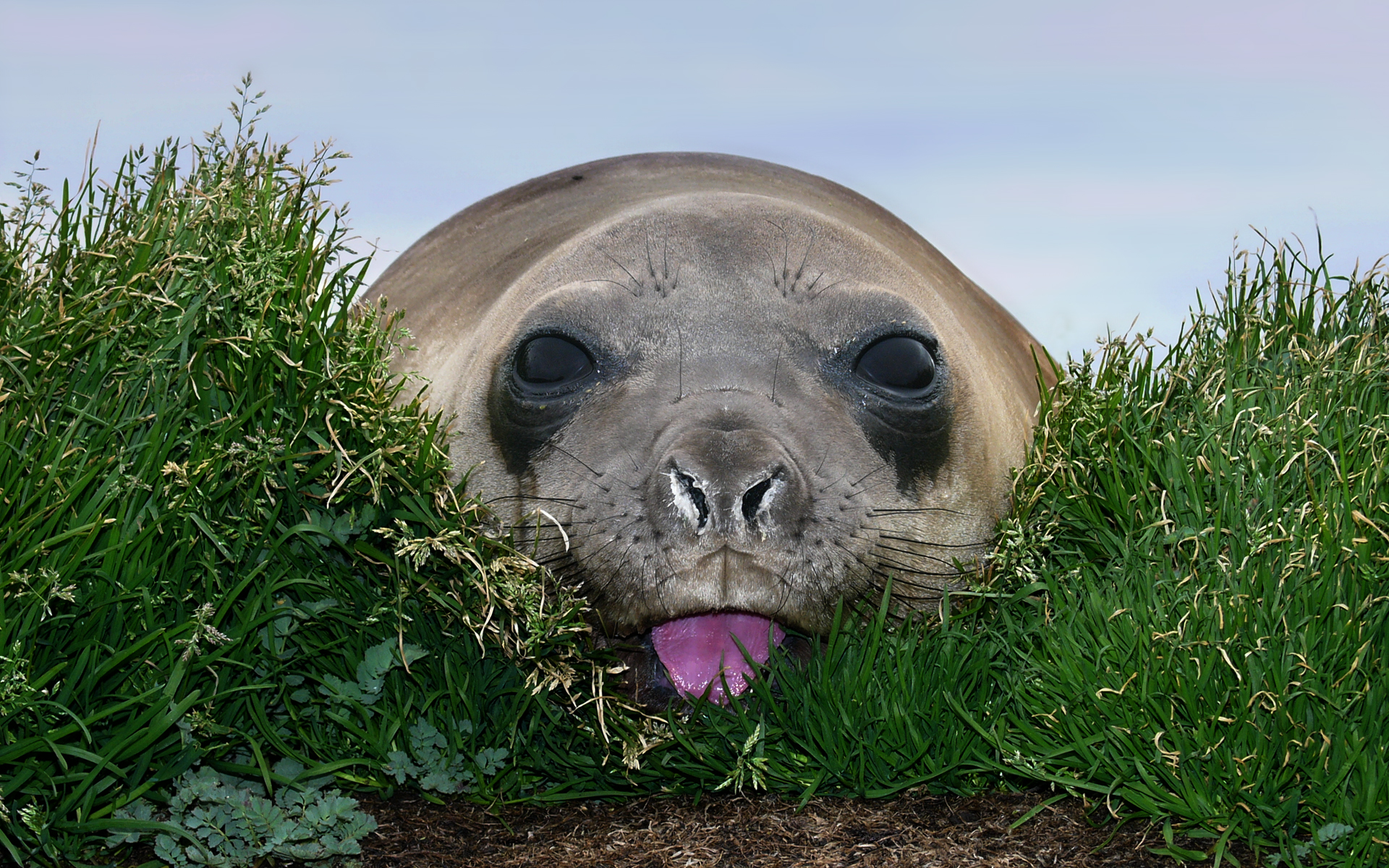
幼獣